# Brividi
Brividi (italienisch für „Schauder“) ist ein Lied der italienischen Sänger Mahmood und Blanco aus dem Jahr 2022. Es wurde von den Sängern zusammen mit dem Produzenten Michelangelo geschrieben und gewann das Sanremo-Festival 2022.

## Hintergrund
Mahmood (Alessandro Mahmoud) hatte durch seinen Sieg beim Sanremo-Festival 2019 seinen Durchbruch in Italien, Blanco (Riccardo Fabbriconi) wurde ab 2020 bekannt. Die Zusammenarbeit der beiden Sänger ergab sich über den gemeinsamen Produzenten Michelangelo. Als Mahmood mit diesem an neuer Musik arbeitete, stieß Blanco dazu und gemeinsam entwickelten sie den Refrain von Brividi. Danach arbeiteten sie getrennt voneinander weiter an dem Lied.
Im Dezember 2021 gab Amadeus die Teilnahme des Liedes am Sanremo-Festival 2022 bekannt. Mahmood und Blanco gingen als Favoriten ins Rennen. Im Finale konnten sie sich gegen Gianni Morandi und Elisa durchsetzen. Kurz darauf bestätigten die beiden, mit dem Lied auch Italien beim Eurovision Song Contest 2022 vertreten zu wollen. Im Finale des Wettbewerbs am 14. Mai erreichte Italien mit insgesamt 268 Punkten den sechsten Platz.

## Inhalt
Im Text des Liedes geht es um die Freiheit, zu lieben, und darum, diese Liebe ohne Zurückhaltung auszudrücken, ohne Angst vor eigenen Fehlern oder Unzulänglichkeiten. Im Refrain werden der Wunsch „dich [zu] lieben“ (ti vorrei amare) und das Bewusstsein der eigenen Fehler (ma sbaglio sempre) gegenübergestellt, was das Gefühl des titelgebenden Schauders hervorruft (e mi vengono i brividi).

## Musik
Die Ballade baut auf dem Klavier auf und hat intensive Streicherpassagen. Die erste Strophe wird von Mahmood gesungen, die zweite von Blanco, Refrain und Bridge im Duett.

## Musikvideo
Das Musikvideo zum Lied wurde in Diemen (Niederlande) gedreht, Regie führte Attilio Cusani.

## Rezeption

### Chartplatzierungen
Das Lied erreichte bereits während des Sanremo-Festivals, zwei Tage nach Veröffentlichung, die Spitze der italienischen Singlecharts.
| ChartsChartplatzierungen | Höchstplatzierung | Wochen |
| ------------------------ | ----------------- | ------ |
| Italien (FIMI)           | 1 (62 Wo.)        | 62     |
| Schweiz (IFPI)           | 1 (14 Wo.)        | 14     |

| ChartsJahrescharts (2022) | Platzierung |
| ------------------------- | ----------- |
| Italien (FIMI)            | 1           |
| Schweiz (IFPI)            | 79          |

### Auszeichnungen für Musikverkäufe
| Land/Region    | Auszeichnungen für Musikverkäufe (Land/Region, Auszeichnung, Verkäufe) | Verkäufe |
| -------------- | ---------------------------------------------------------------------- | -------- |
| Italien (FIMI) | 8× Platin                                                              | 800.000  |
| Insgesamt      | 8× Platin ·                                                            | 800.000  |